# NGC 74

NGC 74

في الفهرس العام الجديد NGC 74 هي مجرة محدبة خافتة من القدر 14.8
 في كوكبة المرأة المسلسلة  على مسافة تقدر بحوالي حوالي 325 مليون سنة ضوئية من الأرض ويقارب قطرها 80 الف سنة ضوئية. اكتشفت المجرة في 7 أكتوبر 1855 من قبل ويليام بارسونز. تنتمي NGC 74 لمجموعة NGC 68 المجرية.

## وصلات خارجية
- NGC 74 على موقع ويكي سكاي: DSS2, SDSS, GALEX, IRAS, Hydrogen α, X-Ray, Astrophoto, Sky Map, Articles and images
- NGC 74 spider.seds.org